# Sophia Abrahão (álbum)
Sophia Abrahão es el álbum debut homónimo de la cantante pop brasileña Sophia Abrahão. Fue lanzado el 16 de octubre de 2015 por FS Music y vendió más de 15.000 copias en todo el territorio brasileño.

## Sencillos
- «Náufrago»:[4] En septiembre de 2015 fue lanzado "Náufrago", el primer sencillo del álbum "Sophia Abrahão". El vídeo cuenta la historia de Júlia, una chica que se debate entre el amor y el trabajo. El clip cuenta con la participación de Murilo Armacollo, Fernando Sampaio (tío y asesor de Sophia) y Fernando Zor (su productor).

### Sencillos promocionales
- «Nós Três»: Fue lanzado en 13 de noviembre de 2015.
- «Bom Dia»: Lanzado en 17 de noviembre de 2015.
- «Se Vira»: Lanzado en 27 de noviembre de 2015.
- «Besteira»: Fue lanzado en 2 de diciembre de 2015.
- «Ligar pra Quê?»: Lanzado en 14 de enero de 2016.
- «Tipo Assim»: Lanzado en 23 de mayo de 2016.

## Lista de canciones
1. «Se Vira» (Bruno Caliman) – 3:26
2. «Besteira» (Lucas Santos y Rafael Torres) – 3:36
3. «Náufrago» (Lucas Santos, Rafael Torres y Bruno Villas) – 3:14
4. «Pelúcia» (Bruno Caliman, Maloka y Fernando Zor) – 2:31
5. «Bom Dia» (Bruno Caliman) – 3:17
6. «Tipo Assim» (Bruno Caliman) – 3:18
7. «Resposta» (Samuel Rosa y Nando Reis) – 2:55
8. «Valeu Demais» (Bruno Caliman) – 3:44
9. «Ligar pra Quê?» (Fernando Zor y Maloka) – 3:28
10. «Nós Três» (Bruno Caliman) – 3:08
11. «Sinal Vermelho» (Theo Fabbri y Fernando Zor) – 2:58